# Acanthinus
Acanthinus là một chi bọ cánh cứng trong họ Anthicidae. Chi này được miêu tả khoa học năm 1849 bởi LaFerté-Sénectère.

## Các loài
- Acanthinus
- Acanthinus acutus
- Acanthinus albicinctus
- Acanthinus ambiguus
- Acanthinus australiensis
- Acanthinus bechyneorum
- Acanthinus blackburni
- Acanthinus bokermanni
- Acanthinus bordoni
- Acanthinus browni
- Acanthinus ceibensis
- Acanthinus chalumeaui
- Acanthinus clavicornis
- Acanthinus continuus
- Acanthinus cristatus
- Acanthinus darlingtoni
- Acanthinus diffusus
- Acanthinus dromedarius
- Acanthinus elegantulus
- Acanthinus exilis
- Acanthinus fairchildi
- Acanthinus fimbriatus
- Acanthinus formiciformis
- Acanthinus freyorum
- Acanthinus fronteralis
- Acanthinus fucosus
- Acanthinus geijskesi
- Acanthinus glareosus
- Acanthinus hapacarensis
- Acanthinus harringtoni
- Acanthinus imitans
- Acanthinus invitus
- Acanthinus kraussi
- Acanthinus lanceatus
- Acanthinus longiceps
- Acanthinus lucidus
- Acanthinus lulingensis
- Acanthinus myrmecops
- Acanthinus nevermanni
- Acanthinus ornatus
- Acanthinus paraguayensis
- Acanthinus parianae
- Acanthinus pilositibia
- Acanthinus pullus
- Acanthinus rohweri
- Acanthinus rosalesi
- Acanthinus schwarzi
- Acanthinus scitulus
- Acanthinus selvaensis
- Acanthinus simplicisternum
- Acanthinus solus
- Acanthinus spectans
- Acanthinus spinicollis
- Acanthinus spinosior
- Acanthinus subtropicus
- Acanthinus trifasciatus
- Acanthinus umbilicatus
- Acanthinus unicus
- Acanthinus veracruzensis
- Acanthinus zeteki